# Visioconférence
 (janvier 2014).
Si vous disposez d'ouvrages ou d'articles de référence ou si vous connaissez des sites web de qualité traitant du thème abordé ici, merci de compléter l'article en donnant les références utiles à sa vérifiabilité et en les liant à la section « Notes et références ».

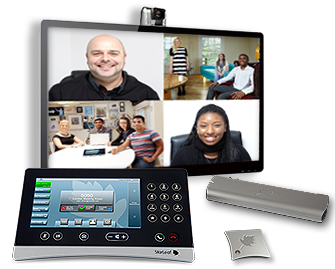
Système de visioconférence cloud professionnel

Une visioconférence, aussi appelée vidéoconférence, désigne une technique permettant de voir et de dialoguer avec un ou plusieurs interlocuteurs grâce à un moyen numérique. Elle repose sur la combinaison de deux principales technologies :
- La visiophonie ou vidéotéléphonie, permettant de voir et dialoguer avec son interlocuteur ;
- La conférence multipoints ou conférence à plusieurs, permettant d'effectuer une réunion avec plus de deux terminaux.

Dans la pratique, le terme reste toutefois utilisé même lorsque les interlocuteurs ne sont que deux.

## Historique
La visiotéléphonie est longtemps restée un objet de curiosité, déjà montrée aux expositions universelles de Bruxelles en 1958 et de Montréal en 1967[réf. nécessaire], ainsi que mise en place de façon expérimentale (et coûteuse) à Biarritz en 1984. Cette stagnation venait du faible débit des lignes de communication jusqu'à l'utilisateur final. Plusieurs facteurs d'évolution ont permis de mettre en œuvre ce service : les réseaux numériques de bout en bout, les baisses de coût dans les équipements comme les caméras vidéo, mais surtout les progrès dans les techniques de codage (compression des données) audio et vidéo. Les premières liaisons universitaires, en France, datent de 1987.
En effet, obtenir techniquement cette performance était une chose, en trouver l'usage en était une autre, et la visioconférence semblait toute indiquée en cette époque où l'on commençait en France à se plaindre de la fréquence des déplacements professionnels.
Les premières applications de visioconférence se faisaient en utilisant des lignes RNIS. En 1995, les premières visioconférences publiques eurent lieu comme celle entre l'Amérique du Nord et l'Afrique, liant un « technofair » à San Francisco avec une « techno-rave » au Cap. La même année, une collaboration entre Intel, Microsoft et RADVISION permit de proposer les systèmes de communications VoIP en vue de leur standardisation.
On leur préfère aujourd'hui les connexions Internet hauts débits, fixe (ADSL, câble, fibre optique ou, mobile (4G, 5G) pour les particuliers et professionnels, combinant les transports de voix, d'images et de données, et l'utilisation de la "toile" du réseau Internet sur TCP/IP. Pour les entreprises, ces communications devraient être sécurisées par un accès à un réseau privé virtuel (VPN) protégeant données, fichiers et échanges. Les travailleurs nomades peuvent recourir aux points d’accès Wifi publics à l'internet, sécurisés par leur VPN d'entreprise.
Au cours des années 2010, grâce aux ordinateurs portables et puissants et aux téléphones mobiles pouvant à la fois servir de caméra vidéo et d'écran multimédia (smartphone), on constate le développement de la visioconférence à des coûts de plus en plus accessibles. Parallèlement, les débits disponibles en 4G et bientôt 5G font en sorte que les appels vidéo soient acheminés dans de bonnes conditions (coupures, latences).
Les fournisseurs d'accès à Internet (FAI) et opérateurs de télécommunications ne sont pas parvenus à s'accorder sur un protocole de communication qui puisse être utilisé quel que soit l'opérateur des participants.
Les offres de visioconférences ont été développées et proposées par des acteurs comme Google, Facebook et Microsoft à la place des fournisseurs d'accès à Internet.

## Normes
Les normes de visioconférence définissent les protocoles et standards que les constructeurs et opérateurs doivent respecter afin de pouvoir fonctionner ensemble.

### Signalisation des appels en fonction du type de réseau
Différents protocoles existent, en fonction du réseau utilisé. Ils décrivent les entités présentes sur le réseau, la signalisation des appels, mais aussi les codecs audio / vidéo utilisés, qui sont normalisés par ailleurs.
- Sur RTC : protocole H.324 (en). La visioconférence sur le réseau téléphonique commuté est très peu utilisée en raison de sa faible qualité, due au faible débit disponible. Quelques constructeurs proposent des visiophones respectant cette norme.
- Sur RNIS : protocole H.320. La visioconférence sur réseau RNIS a été jusqu'à récemment la solution de choix pour les visioconférences dans le monde professionnel. Pour des raisons de coût et de flexibilité, une migration s'est produite vers le monde Internet et les réseaux TCP/IP.
- Sur ATM : protocole H.321
- Sur TCP/IP : les protocoles H.323 et plus récemment SIP. La norme de visioconférence H323 a été conçue par l'UIT-T (monde des télécoms) alors que SIP a été conçu par l'IETF (monde de l'Internet). Jusqu'à il y a peu, H.323 était la norme majoritairement utilisée dans le domaine professionnel pour la visioconférence sur IP. Le protocole SIP a pris le relais, les opérateurs et fournisseurs de matériel ayant intégré l'offre.
  - Une nouvelle version de H.323 : ITU-T SG16 a achevé ses travaux sur H.323 version 7 en novembre 2009[7] ; En plus des améliorations apportées aux spécifications de base, de nouvelles spécifications ont été développées depuis la dernière révision du H.323. Il y a trois nouvelles recommandations H.460 publiées : H.460.22, H.460.23 et H.460.24 ; Pour la première fois, les dispositifs H.323 peuvent facilement traverser la plupart NAT/FW et communiquer sur Internet, chose jusqu'ici impossible en H.323 sans un certain type de dispositif d'assistance. H323 versus SIP : consulter ce lien[8].

- Sur UMTS, pour la téléphonie 3G : protocoles H.324M (en) (en mode circuit, avec un débit de 64kbit/s). En mode paquet, des protocoles IP peuvent être utilisés.
- Sur LTE, pour la téléphonie 4G: communication visio en mode paquet. La solution standardisée doit respecter le « profil IMS pour les communications vidéo » défini par le GSMA (la solution utilise l'architecture IMS, la signalisation SIP, le codec vidéo H.264, les codecs audio AMR).

### Codecs vidéo
Les codecs vidéo généralement utilisés sont (du plus ancien au plus récent) :
- H.261
- H.263 / H.263+ / H.263++
- MPEG-4
- H.264 (aussi appelé MPEG-4 AVC).

Les formats vidéo sont aussi standardisés, tels que :
- QCIF: 176x144 pixels (utilisé à faible débit, par exemple sur téléphone mobile)
- CIF: 352×288 pixels (format standard pour un débit moyen entre 256 kbit/s et 768 kbit/s)
- Mais aussi 4CIF (704×576), ou VGA (640×480), pour aller vers la haute définition : XGA (1024×768), etc.
- Des formats personnalisés peuvent aussi être utilisés, suivant les solutions et les constructeurs : exemple le codec VP8 (format de compression vidéo ouvert appartenant à Google et créé par On2 Technologies).

### Codecs audio
- Qualité téléphone (son échantillonné à 8 kHz) : G.711 loi u /loi a, G.723, G.728, G.729, EVRC, AMR Narrow band, etc.
- Qualité Radio, ou FM, (son échantillonné à 16 kHz) : G.722, G722.1, G.722.2, AMR Wideband, AAC LC, AAC LD, etc.
- Qualité Hi-Fi (son échantillonné à 24 kHz ou plus, éventuellement stéréo ou multivoies) : codecs propriétaires.

## Les usages et les services

### Monde professionnel
Les entreprises réparties sur des sites distants utilisent la visioconférence pour réduire les coûts de déplacement, tout en ayant des réunions fréquentes.
Plusieurs catégories de systèmes sont utilisées :
- Les systèmes de groupe. Ils sont constitués d'un terminal dédié couplé à une télévision, un écran LCD ou plasma.
- Les systèmes de salle, haut de gamme. Ces systèmes relativement coûteux offrent généralement une vidéo de qualité (écrans avec projecteurs ou écrans plasma de grande taille), un son Hi-Fi, et un environnement bien étudié : éclairage, aspects acoustiques, etc.
- Les systèmes personnels, utilisent des terminaux dédiés équipés d'un grand écran LCD ou des petits visiophones.
- Les logiciels de visioconférence sur PC, souvent associés à des services complémentaires : annuaire, conférence document, couplage avec le téléphone…

Depuis quelques années, des systèmes très haut de gamme apparaissent sur le marché.
- Certains systèmes proposent la vidéo haute définition, avec des définitions égales ou supérieures à 1024×768 pixels. À titre de comparaison, les terminaux classiques offrent généralement une définition CIF (352×288 pixels), voire 4CIF (704×576 px). Ces systèmes offrent aussi une audio 'haute qualité', échantillonnée à 24 kHz ou 32 kHz, au lieu de 8 kHz (qualité téléphone) ou 16 kHz pour les terminaux classiques.
- Des systèmes de téléprésence permettent de voir ses interlocuteurs à l'échelle 1, avec la sensation de pouvoir se regarder « les yeux dans les yeux ». Ainsi, on ne retrouve plus l'effet « faux-jeton » des systèmes classiques, provoqué par l'emplacement de la caméra vidéo. Ces systèmes offrent parfois une audio haute qualité stéréo, ou mieux (spatialisée), qui permet de localiser ses interlocuteurs dans l'espace.

Jusqu'aux années 2004-2005, le monde professionnel préférait le protocole H320 plutôt qu'H.323, les lignes RNIS étant réputées plus fiables en termes de disponibilité, de bande passante, en plus d'un temps de latence réduit. La montée en puissance d'Internet et des canaux le desservant fait que la tendance s'est inversée, et l'utilisation des lignes RNIS devient anecdotique en 2010 (hormis les lignes dites « sécurisées » des sites ne voulant pas être connectés à Internet pour des raisons de sécurité). Les lignes ISDN (ou RNIS pour la France) sont conservées essentiellement dans les bureaux importants en tant que « Back up ». Le 48 V de part et d'autre de ces lignes assurent une connexion stable à tout moment.

### Grand public
Depuis peu, le grand public a lui aussi accès à des services de visiophonie, sur différents supports :
- De nombreux logiciels permettent d'établir une communication audio/vidéo entre ordinateurs personnels (Macintosh, PC/GNU-Linux, PC/Windows). Les plus connus sont les applications de messageries instantanées et de VoIP. On peut ainsi citer Windows Live Messenger, Yahoo! Messenger, iChat, Skype, Jami.
- Certains systèmes fonctionnent également depuis un navigateur web, sans que l'installation d'un logiciel ne soit nécessaire et sans avoir à créer de compte[9]. Il suffit alors d'envoyer un lien de connexion généré lors du lancement de la visioconférence aux autres participants. Avec la Version 2.0 d'Adobe Flash Media Server sortie le 15 novembre 2005, il était possible de faire de la visioconférence avec l'extension Adobe Flash, à l'époque présent sur 97 % des navigateurs du monde entier. Cette technologie était fréquemment utilisée par les nouveaux services Internet web 2.0. Parue en mai 2011, la technologie WebRTC permet une gestion en direct, sans installation de la visioconférence depuis un navigateur web. Jitsi Meet utilise cette technologie.
- La téléphonie mobile de troisième génération (sur le réseau UMTS) permet d'établir une communication audio/vidéo entre téléphones 3G équipés d'une caméra.
- Sur la ligne fixe, France Telecom a ouvert en 2004 un service de visioconférence sur ADSL appelé Maligne Visio, qui utilisait un visiophone spécifique. Ce service n'est plus proposé aujourd'hui.
- Sur les réseaux sociaux populaire sur le site internet comme Instagram disponible sur les smartphones et tablette tactile et Facebook et Snapchat disponible sur les smartphones, tablette tactile, l'ordinateur portable et l'ordinateur personnels.

De nombreux particuliers se servent d'Internet pour communiquer par téléphone et par visioconférence à l'étranger. Avec des solutions logicielles de routage des appels sur Internet (et de passerelles avec des téléphones classiques) comme Asterisk on peut dès aujourd'hui faire de véritables salons de visioconférence entre pays en ne payant le prix que d'un abonnement Internet local.
En 2020, à la suite de la pandémie de Covid-19, le télétravail a été la solution pour qu'un grand nombre de salariés puissent continuer à travailler pour leurs entreprises. Des solutions de visioconférence ont été employées pour tenir des réunions,,.

### Applications dédiées
Les applications de vidéoconférences sont employées dans plusieurs domaines, on peut notamment citer : la Télémédecine, le V-Learning, la Formation à distance (télé-enseignement), le téléguichet (visioguichet, « bornes visio »), les réunions à distance ou encore les conférences de presse réalisées en visioconférence.

### Présentation de données, le travail collaboratif
Outre la possibilité de voir et d'entendre ses interlocuteurs, la visioconférence est souvent associée à une solution qui permet de présenter des documents et de travailler de manière collaborative.
Pour ce faire, plusieurs solutions peuvent être mises en œuvre.
- T.120 : Cette norme contient une série de protocoles qui permettent d'échanger des messages texte (chat), de transférer des fichiers, d'utiliser un tableau blanc partagé, ou de faire du partage d'applications. En particulier, le partage d'applications permet de montrer à distance un document, mais aussi aux participants de prendre le contrôle à distance d'une application pour éditer un document, après autorisation du propriétaire. La norme T.120 a été mise en œuvre sur plusieurs terminaux, tels que Netmeeting. Complexe à développer, T.120 a l'inconvénient majeur de ne pas facilement franchir les NAT et de ne pas franchir les réseaux d'entreprises. Cette norme est désormais dépassée.
- Partage de documents grâce à un deuxième flux vidéo : chaque participant reçoit donc un flux vidéo interactif, qui permet de voir son interlocuteur, et un flux document, qui peut être une capture d'un écran d'ordinateur ou d'une fenêtre d'application. Ce deuxième flux utilise généralement une plus grande résolution.
- La conférence web : ces solutions sont désormais les plus à la mode. Leur avantage majeur est de franchir les réseaux d'entreprises et les NAT, en utilisant si nécessaire un tunnel sur HTTP / HTTPS. Les participants, où qu'ils soient, n'ont donc qu'à se connecter sur un serveur web qui installe éventuellement une application permettant de participer à la conférence. L'environnement de ces applications est généralement soigné et offre des fonctions diverses : présentation de documents, prise de contrôle à distance, gestion des participants, conversation texte, etc. WebEx est actuellement la solution de webinaire la plus connue, mais il existe de nombreux autres acteurs. D'autres fournisseurs proposent aussi des solutions plus ou moins propriétaires et donc plus ou moins compatibles avec les prochaines générations de téléphones mobiles.
- D'autres solutions existent, pour répondre à des besoins spécifiques, comme le travail collaboratif sur des modèles 3D (par exemple).
- Depuis 2005, les constructeurs de terminaux et d'infrastructure (Polycom, Lifesize (en), Tandberg, Radvision, Iris Visio, etc.) tendent à s'organiser pour standardiser les protocoles utilisés. Le meilleur exemple est aujourd'hui le protocole H.239 (en) qui permet l'envoi d'un double flux. Cela signifie que pendant un appel, un interlocuteur pourra envoyer une autre source (PC, DVD, caméra, document, etc.) tout en restant à l'image. Les sites connectés verront leurs écrans se partager automatiquement pour afficher tant le présentateur que la présentation. Ce protocole H.239 est de plus en plus utilisé du fait de sa simplicité d'usage et de son interopérabilité entre les systèmes des différentes marques.[réf. nécessaire]
- Le protocole H323 est aujourd'hui l'unique protocole de présentation de document qui est utilisé dans la visioconférence HD.

## Terminaux et applications

### Appareils destinés à la visioconférence
Utilisant l'ergonomie et les facultés de communication des smartphones et tablettes, on voit apparaître de nouveaux appareils qui opèrent une véritable fusion entre téléphonie mobile et fixe. Les docks intelligents permettent de combiner les avantages des mobiles, comme leurs écrans, avec un traitement intelligent du son.
Les terminaux de visioconférence sont comme le téléphone, des appareils destinés aux communications audio/vidéo. Ils sont simples et intuitifs et permettent un usage plus large qu'une simple utilisation dans une salle spéciale. Les terminaux de visioconférence modernes aussi appelés Codec (contraction de Codeur, Décodeur) permettent de déployer la visioconférence dans tous les bureaux,.
L'avenir des terminaux de visioconférence passe par le cloud avec un modèle hybride où ce qui coûte cher comme la puissance d'encodage et la bande passante est mutualisée via des services dans des datacenter. Les terminaux deviennent alors de puissants outils de captation audio vidéo et de retransmission qui s'appuient sur la puissance et les services du cloud pour :
- Simplifier l'usage et les connexions, les services de visioconférence permettent de relier différents monde, la visioconférence IP, l'informatique, la téléphonie, les smartphones et leurs APPS, les clients et leurs fournisseurs, etc.
- Démultiplier les possibilités, le fait de déplacer l'hébergement d'une visioconférence depuis un terminal vers un service cloud offre de nouvelles possibilités. Les terminaux traditionnels multipoint était techniquement limité à 8 voir 10 participants en visioconférence IP, maintenant n'importe quel service propose 25, 40, 50 participants minimum et des possibilités d'accès depuis de nombreux terminaux technologique.
- Réduire les coûts. En passant la puissance de calcul et en mutualisant les bandes passantes vous n'avez plus besoin d'une ligne internet spéciale ou de posséder vos propres serveur de visioconférence. Vos terminaux de visioconférence vous coûtent aussi moins cher car ils ont besoin d'être moins puissant.

### Les logiciels de visioconférence ouverts
En dehors des logiciels associés à un service, il existe des logiciels de visioconférence « ouverts », compatibles avec les standards ouverts du marché (H.323 et SIP) et qui peuvent être utilisés dans le cadre de services tiers.
On peut citer dans l'ordre alphabétique :
- BigBlueButton (logiciel libre, multiplateforme)
- Ekiga (logiciel libre, anciennement GnomeMeeting)
- Element (logiciel libre, multiplateforme, anciennement Riot.im)
- Jami (logiciel libre, GNU GPLv3, multiplateforme, anciennement Ring)[15], appartient au projet GNU[16]
- Jitsi (logiciel libre, licence Apache 2.0, multiplateforme)
- Linphone (logiciel libre, GNU GPL, multiplateforme)
- QuteCom (logiciel libre, GNU GPL, anciennement Wengophone)

### Les logiciels de visioconférence associés à un service
Plusieurs logiciels de messagerie instantanée offrent la possibilité d'effectuer une communication audio/vidéo. De même, certaines sociétés offrent un service de visioconférence payant comme la location de pont multipoint associé à des serveurs de visioconférence. Généralement, ces logiciels ne peuvent communiquer qu'avec les utilisateurs du même service et ils ne sont pas ouverts sur l'extérieur.

## Bénéfice écologique
Les entreprises qui mettent en place des systèmes de visioconférence peuvent également faire valoir un argument écologique. Une étude conduite par le Carbon Disclosure Project et l'opérateur télécom américain AT&T estime ainsi qu'une grande entreprise (1 milliard de dollars de revenus annuels) équipée de 4 salles de visioconférences économise environ 900 voyages par an et réduit ses émissions de gaz à effet de serre d'un niveau équivalent au retrait de la circulation de 434 voitures de tourisme. D'un autre côté une étude montre que la phobie de l'avion coûterait cher aux entreprises.

## La visioconférence dans l'art et la culture
- 2020 : Connectés de Romuald Boulanger. Un samedi soir, en plein confinement, un groupe d'amis se retrouve pour un apéritif en visioconférence. Alors que tout se déroule normalement, l'un des interlocuteurs est agressé en direct par un inconnu. Ses amis assistent à la scène devant leur écran.
- 2021 : Hey there! de Reha Erdem. Le film est composé de visioconférences (des hackers tentent de faire chanter des gens en se faisant passer pour des agents gouvernementaux). Les acteurs jouent d'ailleurs depuis leurs domiciles.